# NET 5
Net5是荷兰的一个商业性电视频道，由Sanoma（67%）和塔尔珀传媒控股（33%）联合所有。集团在荷兰的其他频道有SBS 6和Veronica。

## 历史
Net5由SBS广播电视集团成立，是荷兰继SBS6后第二个商业性电视频道。Net5于1999年3月1日开播，首播节目为电影《勇敢的心》。

## 节目
Net5定位学历较高的成年女性。主要播出真人秀和电影。 